# 匯智資訊
匯智資訊股份有限公司 （英語：Cloudmax Inc.）一間位於台灣的企業
主要營運雲端應用、數據中心委運管理、網站代管服務供應商的業務。

## 歷史
匯智資訊於1999年成立，初期以網站建置及網站託管服務為主業，主要服務大型上市公司。2004年停止網站建置業務；2005年開始代理雅虎Overture關鍵字廣告業務。
匯智資訊於2005年收購松焰資訊股份有限公司資產。2007年，松焰科技有限公司改名為肆貳廣告股份有限公司，提供數位廣告服務。
2010年 日本 Clara Online Inc. 策略性入股匯智資訊。
2015年 匯智資訊將其數位廣告部門分拆成立匯智數位媒體股份有限公司 (WIS Performance Media Inc.)。
2016年 電通安吉斯集團收購匯智數位媒體，並與其績效行銷品牌安布思沛（iProspect Taiwan) 合併。同時，匯智資訊的英文名稱及企業識別變更為 Cloudmax。 

## 外部連結
- 匯智資訊（页面存档备份，存于）
- 匯智網址申請（页面存档备份，存于）
- 匯智數位媒體
- Cloudmax 匯智資訊的Facebook專頁
- 匯智部落格（页面存档备份，存于）
- 匯智官方Youtube頻道

## 相關新聞
- 魔鬼藏在郵件裡？業務不中斷匯智有解（页面存档备份，存于） [2018-01-12 17:44經濟日報]
- 降低營運管理風險 匯智全方位BCP規劃（页面存档备份，存于）  [2017-07-24 10:31 經濟日報]
- 台灣 IBM 攜手國內廠商布局雲端創新，打造雲端產業生態系（页面存档备份，存于）[2016 年 09 月 01 日 18:00 財經新報]
- 微軟匯智合作 助10萬家企業上雲端（页面存档备份，存于）[2016年3月3日 15:33 中央社 ]